# Хаген, Эллен
Эллен Хаген (швед. Ellen Hagen, полное имя Ellen Helga Louise Hagen, урождённая Wadström; 1873—1967) — шведская политическая (Либеральная партия) и общественная деятельница, писательница.

## Биография
Родилась  15 сентября 1873 года в Стокгольме в семье священника и писателя Бернхарда Вадстрёма. Её сестрой была Фрида Стенхофф, будущая писательница и драматург.
Начала заниматься общественной и политической деятельностью. В 1902 году она основала  в Уппсале местное отделение Национальной ассоциации за политические права женщин (Landsföreningen för kvinnans politiska rösträtt, LKPR) и была ее председателем до роспуска в 1923 году. Также участвовала в различных движениях на национальном уровне, в том числе за равноправие женщин на выборах. Современниками Эллен Хаген характеризовалась как хороший оратор.Занималась вопросами мира и разоружения в 1920—1930 годах и участвовала в качестве шведского делегата на конференции по разоружению в Париже в 1931 году. Эллен Хаген была председателем Конфедерации либеральных женщин (Liberala kvinnor) в 1938–1946 годах и Шведской женской ассоциации (Svenska Kvinnors Medborgarförbund) в 1936–1963 годах.
Наряду с политической и общественной деятельностью, Хаген писала биографические книги, в том числе биографию своего родственника — Карла Вадстрёма. Она также читала лекции по социальным вопросам в разных городах Швеции.
Умерла 15 сентября 1967 года в Тобю.

### Семья
Эллен была замужем за Робертом Хагеном (1868—1922), который некоторое время был губернатором округа Евлеборг. Супруги похоронены на Уппсальском старом кладбище. Они были родителями шведского дипломата Торда Хагена; их внучка Сесилия стала журналисткой и писателем.